# Danthonia alpina
Danthonia alpina är en gräsart som beskrevs av Lorenz Chrysanth von Vest. Danthonia alpina ingår i släktet knägrässläktet, och familjen gräs. Inga underarter finns listade i Catalogue of Life.